# 4363 Sergej
4363 Sergej је астероид главног астероидног појаса чија средња удаљеност од Сунца износи 2,376 астрономских јединица (АЈ).
Апсолутна магнитуда астероида је 13,2.